# Basse-Ville (Ottawa)
La Basse-Ville d'Ottawa (en anglais : Lower Town) est un quartier du district Rideau-Vanier (en) à Ottawa en Ontario (Canada). C'est la partie la plus ancienne de la ville. Le quartier est délimité par la rue Rideau au sud, la rivière des Outaouais, à l'ouest et au nord et la rivière Rideau à l'est. Il comprend la zone commerciale du marché By dans la partie sud-ouest; le reste du quartier est principalement résidentiel.
Historiquement canadienne française et irlandaise mais diversifiée au fil du temps, la Basse-ville abrite encore de nombreuses familles, entreprises et institutions franco-ontariennes.

## Démographie
La population totale de la Basse-Ville est de 11 828 habitants. Une proportion de 52,2 % de la population a l'anglais comme langue maternelle, alors que le français est la langue maternelle de 27,7 % des habitants. Outre les langues officielles, les langues maternelles les plus parlées sont les langues afro-asiatiques (dont l'arabe; 4,5 %), les langues balto-slaves (2,2 %), les langues indo-iraniennes (2,1 %), les langues nigéro-congolaises (1,8 %) et les langues sino-tibétaines (1,8 %).
Le revenu moyen des personnes est de 47 722 $ en 2015, légèrement inférieur à la moyenne métropolitaine établie à 52 455 $.

## Histoire

### XIXesiècle

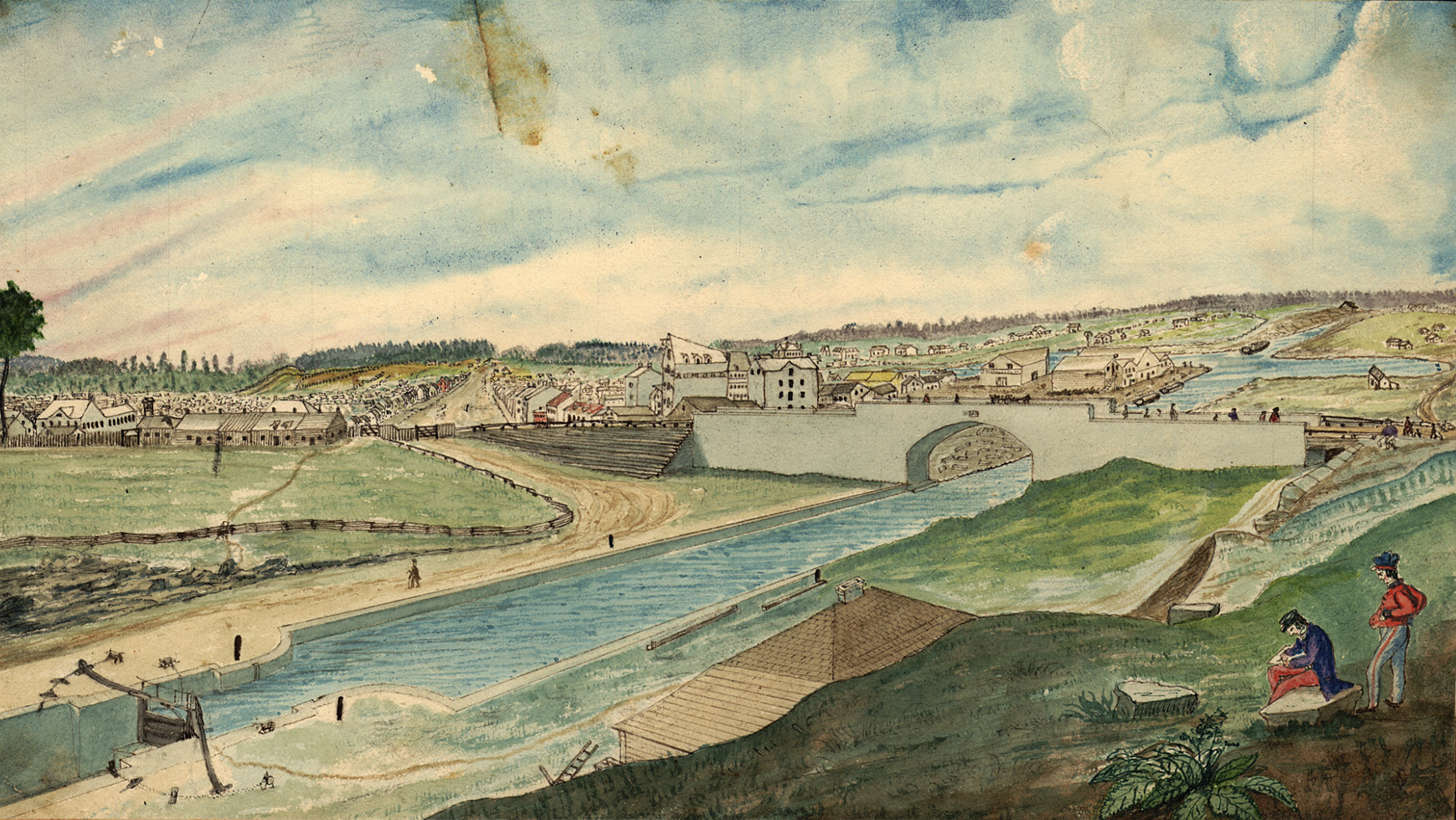
La Basse-ville en 1854 par Thomas Burrowes.

Le quartier se développe au milieu du XIXe siècle, alors que l'implantation du commerce et de l'industrie est favorisée par la construction du canal Rideau, et que Bytown, récemment renommée Ottawa, est désignée capitale du Canada. Le quartier héberge bon nombre d'ouvriers qui travailleront à bâtir la colline du Parlement qui surplombe le quartier. À l'époque, la population est majoritairement francophone et locataire du logement qu'elle occupe. Dans la seconde moitié du XIXe siècle, des personnes exerçant des professions libérales s'établissent dans les propriétés récemment loties de la Couronne et de l'évêque Guigues. D'ailleurs, le quartier est choisi pour devenir siège de l'archevéché alors qu'y est construite la cathédrale Notre-Dame. Grâce à l'implication communautaire des notables, des institutions franco-ontariennes sont fondées, dont l'Institut canadien-français.

### XXesiècle

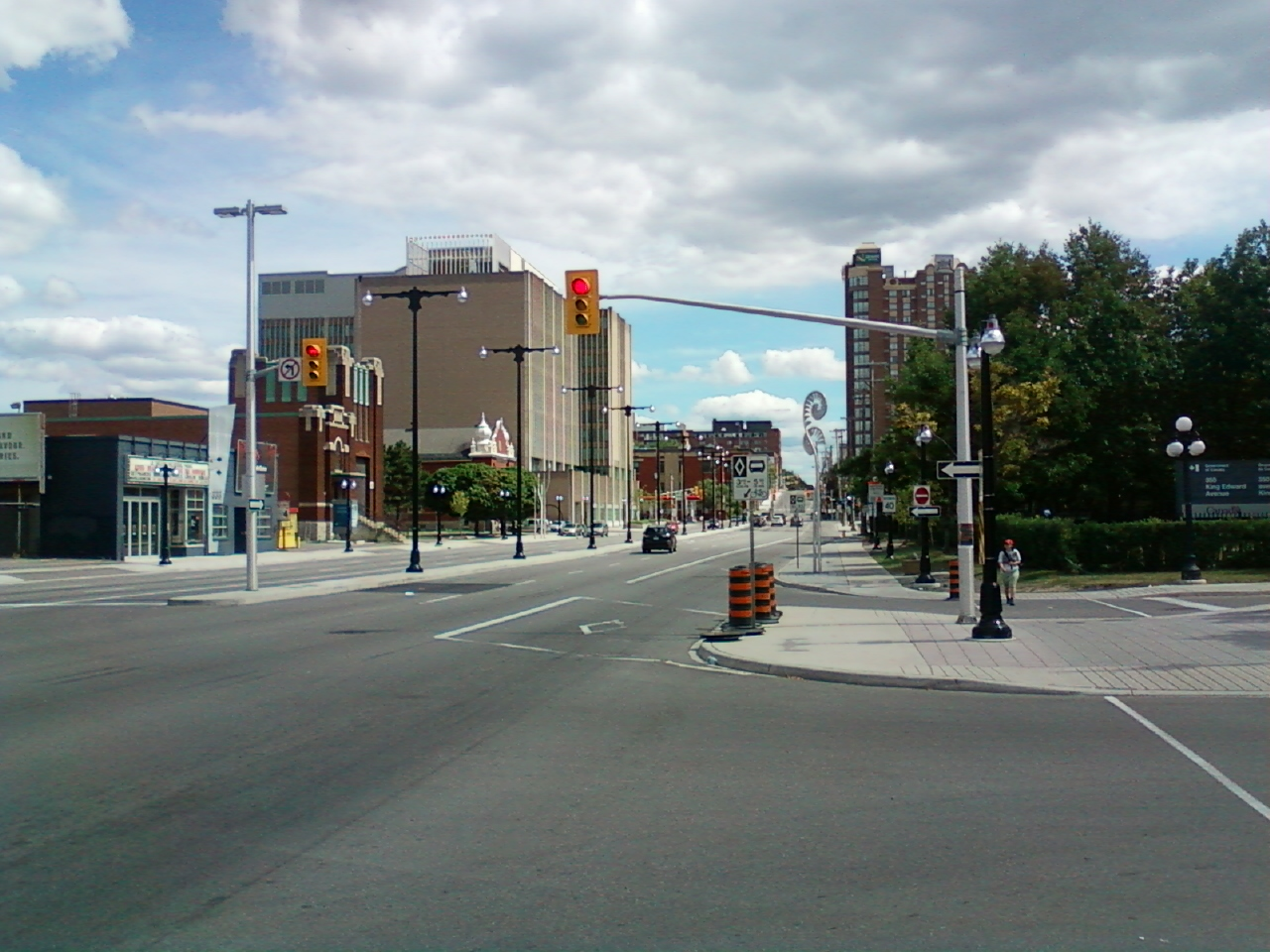
L'avenue King Edward traverse la Basse-ville du sud au nord, permettant au trafic interprovincial de relier les autoroutes 5 et 417.

L'est du quartier est profondément transformé par la rénovation urbaine, planifiée par Jacques Gréber. Une partie significative des immeubles est détruite afin de construire ou d'élargir des voies de circulation routière, dont l'avenue King Edward.